# اورنج (کالیفرنیا)
اورنج (به انگلیسی: Orange) شهری در شهرستان اورنج ایالت کالیفرنیا است که در سرشماری سال ۲۰۱۰ میلادی، ۱۳۴٬۶۱۶ نفر جمعیت داشته است.